# Vành đai thép (Kabul)

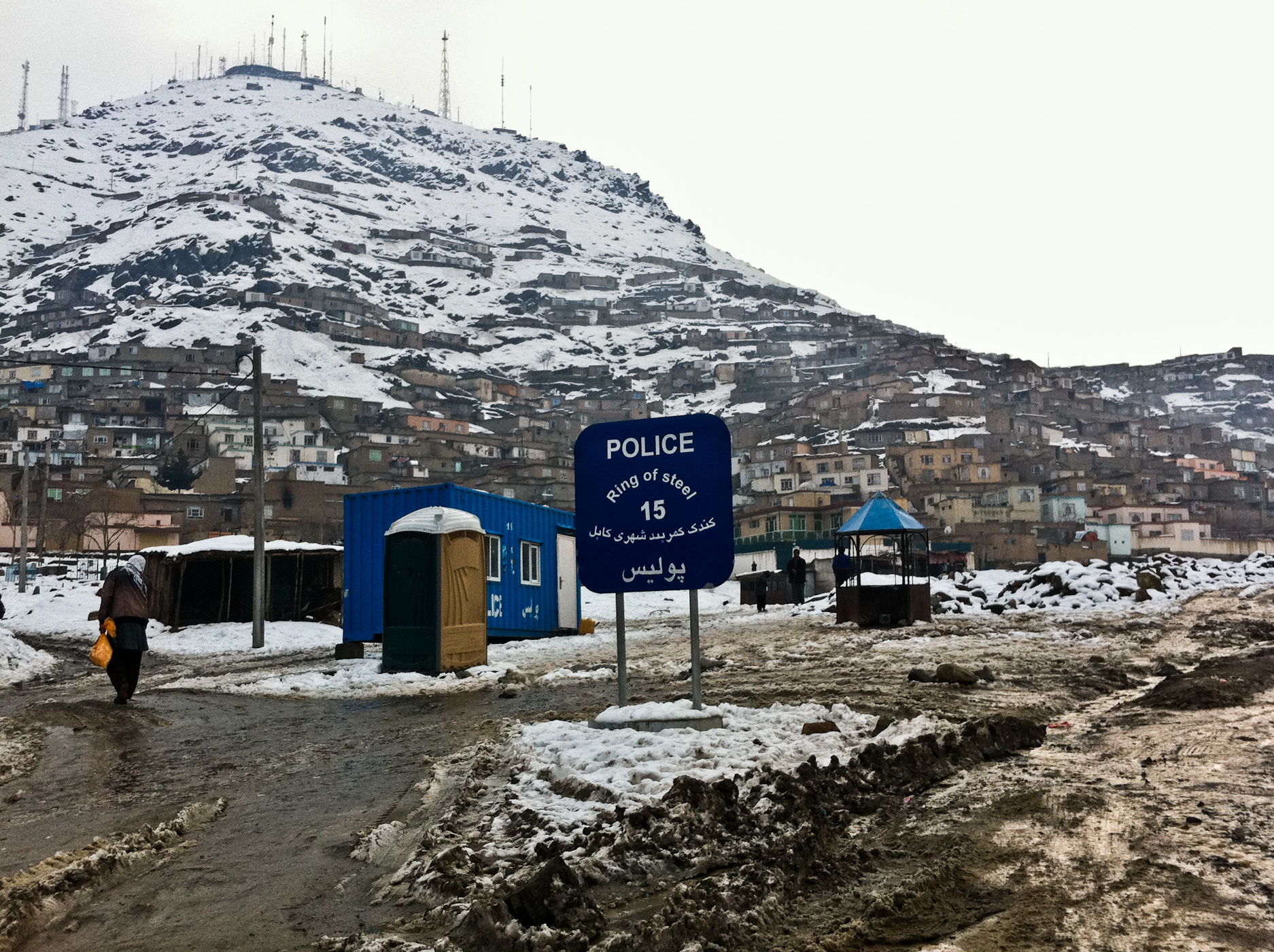
Trạm kiểm soát Vành đai thép số 15

Vành đai thép (tiếng Ba Tư: كمربندى شهرى كابل, Kamerband-i Shahr-i Kabul, "Vành đai Thành phố Kabul")  là một loạt 25 trạm kiểm soát thuộc quyền Cảnh sát Quốc gia Afghanistan nằm xung quanh thành phố Kabul. Do tình trạng đánh bom liều chết ngày càng gia tăng nên lực lượng cảnh sát đã cho thành lập vành đai thép này vào tháng 6 năm 2010, vốn được thiết kế với mục đích giữ gìn an ninh trật tự và có cả người canh gác, thỉnh thoảng sẽ dừng lại và kiểm tra các phương tiện khả nghi nào cố gắng đi qua đây.